# انتقام تفنگداران (فیلم ۱۹۹۴)
انتقام تفنگداران (به انگلیسی: Revenge of the Musketeers) فیلمی محصول سال ۱۹۹۴ و به کارگردانی برتران تاورنیه است. در این فیلم بازیگرانی همچون سوفی مارسو، فیلیپ نوآره، کلود ریش، سامی فری، ژان-لوک بیدو، رائول بیلره، جیجی پرویتی، ژان-پل روسیون، پاسکال روبر و فابین چودات ایفای نقش کرده‌اند.